# مولي شانون
مولي هيلين شانون (بالإنجليزية: Molly Helen Shannon)‏ هي ممثلة ومؤدية أصوات أمريكية ولدت في يوم 16 سبتمبر 1964 في بلدة شاكير هايتس في الولايات المتحدة مثلت في مسلسل ساترداي نايت لايف من 1995 إلى 2001 ومثلت في فلم سوبرستار في 1999 وفلم يير أوف ذا دوج في 2007 وفي المسلسل الأسترالي كاث وكيم من 2008 إلى 2009 وفي مسلسل الرسوم المتحركة Neighbors from Hell في 2010 و فندق ترانسلفانيا 2 في 2015.

## الأعمال
- ساترداي نايت لايف
- ماري أنطوانيت
- الرجل الضئيل
- يير أوف ذا دوج
- إيغور
- فندق ترانسلفانيا 2
- ويت هوت أميريكان سمر: فيرست داي أو كامب
- عشاء الأم الممتع
- فندق ترانسلفانيا 3
- الساعات الصغيرة

## روابط خارجية
- مولي شانون على موقع IMDb (الإنجليزية)
- مولي شانون على موقع روتن توميتوز (الإنجليزية)
- مولي شانون على موقع ألو سيني (الفرنسية)
- مولي شانون على موقع ميوزك برينز (الإنجليزية)
- مولي شانون على موقع أول موفي (الإنجليزية)
- مولي شانون على موقع قاعدة بيانات برودواي على الإنترنت (الإنجليزية)
- مولي شانون على موقع قاعدة بيانات الأفلام السويدية (السويدية)
- مولي شانون على موقع إن إن دي بي (الإنجليزية)
- مولي شانون على موقع قاعدة بيانات الفيلم (الإنجليزية)
- مولي شانون على موقع كينوبويسك (الروسية)